# Sergej Volkov
Sergej Alexandrovič Volkov (* 1. dubna 1973 Čugujev, Charkovská oblast, Ukrajinská SSR, SSSR), původně vojenský pilot, je ruský kosmonaut ukrajinské národnosti. Jedná se o syna Alexandra Alexandroviče Volkova, bývalého vojenského pilota, kosmonauta v období 1976–1998 (3 lety, 391 dní v kosmu). Do vesmíru vzlétl třikrát, na dlouhodobé pobyty na Mezinárodní vesmírnou stanici (ISS) – poprvé roku 2008 jako člen Expedice 17, podruhé roku 2011 jako člen Expedice 28/29, potřetí v letech 2015/2016 jako člen Expedice 45/46.

## Vzdělání, služba v letectvu
Sergej Volkov se narodil 1. dubna 1973 v Čugujevu, když jeho otec Alexandr Volkov sloužil jako instruktor v Charkovské vojenské vysoké letecké škole. Po třech letech se Alexandr Volkov stal kosmonautem a rodina se přestěhovala do Hvězdného městečka. Zde Sergej Volkov v roce 1990 dokončil střední školu. V roce 1995 vystudoval Tambovskou vojenskou leteckou vysokou školu M. M. Raskovojevové ( Тамбовское высшее военное авиационное училище летчиков имени Марины Расковой).
Od března 1996 byl pilotem, poté byl starším pilotem a pomocníkem velitele letadla Il-76 v 8. letecké divizi zvláštního určení v Čkalovském (Moskevská oblast). Pilotoval letadla L-29 Delfín, L-39 Albatros, Tu-134, Il-22 a Il-76 s celkovým náletem cca 500 hodin.

## Kosmonaut
28. července 1997 byl mezirezortní komisí vybrán k zařazení do oddílu kosmonautů CPK, zařazen do oddílu kosmonautů byl 26. prosince téhož roku. V listopadu 1999 dokončil dvouletý všeobecný výcvik a získal kvalifikaci kosmonaut-výzkumník.
Od ledna 2000 do července 2001 byl školen v rámci programu letů k ISS jako člen skupiny kosmonautů. Od září 2001 do února 2003 se připravoval jako velitel náhradní posádky (se Sergejem Krikaljovem a Paulem Richardsem, později Johnem Phillipsem) pro Expedici 7 na Mezinárodní vesmírnou stanici (ISS). V únoru – říjnu 2003 se ve stejné posádce připravoval k letu na ISS (let STS-114), po zrušení letů raketoplánů byla posádka rozpuštěna. V únoru 2004 byl zařazen do Expedice 11 na ISS, ale v lednu 2005 byl nahrazen Thomasem Reiterem. V únoru – březnu 2006 Byl náhradníkem prvního brazilského kosmonauta Marcose Pontese v 10. návštěvní expedici na ISS.

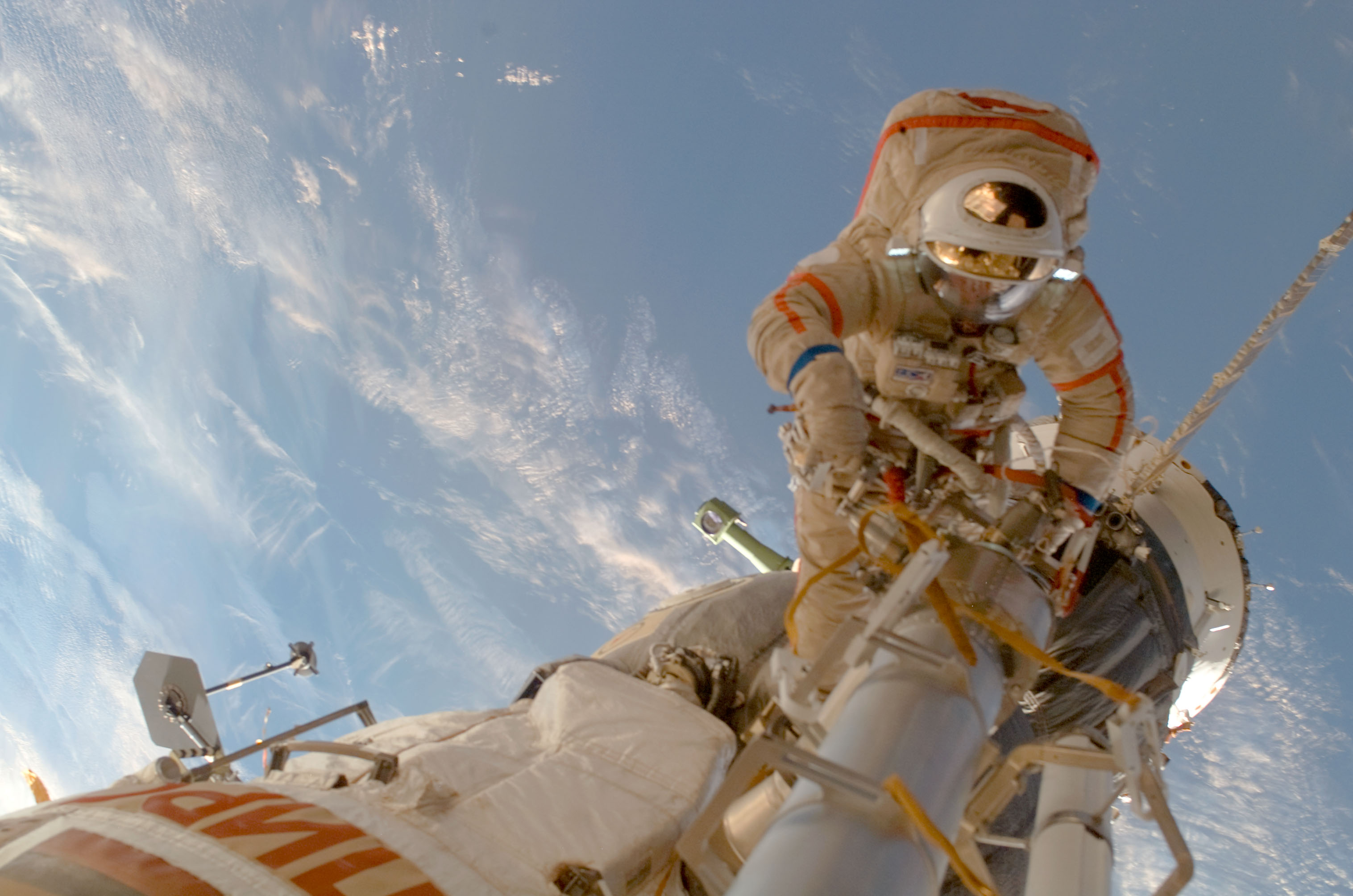
Sergej Volkov při práci na povrchu Mezinárodní vesmírné stanice během výstupu do vesmíru 15. července 2008

Dne 6. listopadu 2007 byl schválen velitelem lodi Sojuz TMA-12 a Expedice 17 k ISS. Kromě něj měli v letět Sojuzu TMA-12 i Oleg Kononěnko a první jihokorejský astronaut Ko San. Ko Sana však 10. března 2008 nahradila I So-jon.
Odstartoval v Sojuzu TMA-12 8. dubna 2008 s Olegem Kononěnkem a I So-jon. 10. dubna se Sojuz TMA-12 spojil se stanicí ISS. Volkov s Kononěnkem převzali stanici od Peggy Whitsonové a Jurije Malenčenka a po jejich odletu s Korejkou na ní zůstali společně s Garrettem Reismanem. V červnu 2008 Reismanna nahradil Gregory Chamitoff. Během letu Volkov dvakrát vystoupil do vesmíru, celkem na 12 hodin a 12 minut. Po půl roce byli Volkov a Kononěnko vystřídáni dvojicí Michael Fincke, Jurij Lončakov a 24. října 2008 přistáli v Kazachstánu.
V červenci 2009 bylo zveřejněno jeho jmenování členem hlavní posádky Expedice 28/29 se startem v květnu 2011. V říjnu 2009 NASA jeho zařazení do Expedice 28 potvrdila.

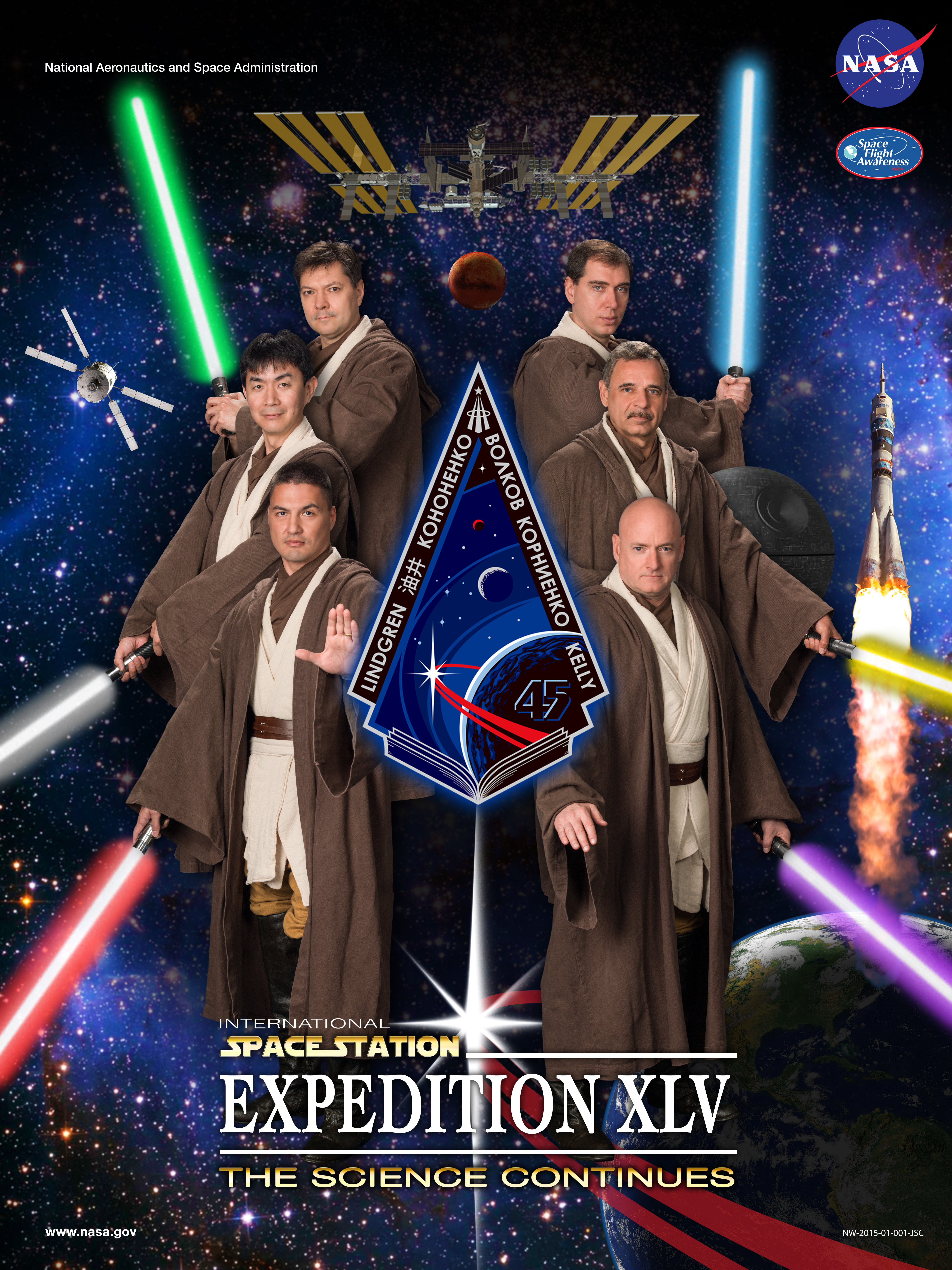
Kosmonauti Expedice 45 jako jediové na plakátu NASA, Sergej Volkov vpravo nahoře s modrým světelným mečem

Podruhé do kosmu odstartoval v Sojuzu TMA-02M z kosmodromu Bajkonur 7. června 2011 v 20:13 UTC ve funkci velitele lodi společně se Satoši Furukawou a Michaelem Fossumem. Po dvoudenním letu se 9. června Sojuz spojil s Mezinárodní vesmírnou stanicí. Na ISS pracoval ve funkci palubního inženýra Expedic 28 a 29. Po 167 dnech letu s Fossumem a Furukawou přistáli se Sojuzem TMA-02M v Kazachstánu.
V létě 2012 v rámci zcivilnění oddílu kosmonautů a CPK odešel z armády do civilu. Od srpna 2012 do dubna 2014 vykonával funkci náčelníka oddílu kosmonautů, předtím byl jeho zástupcem.
V květnu 2013 byl jmenován velitelem Sojuzu TMA-18M, který odstartoval k ISS začátkem září 2015. Na stanici zůstal jako člen Expedice 45/46, ostatní členové posádky Sojuzu – kosmonaut ESA Andreas Mogensen a Kazach Ajdyn Aimbetov se po několika dnech vrátili zpět na Zem v Sojuzu TMA-16M pod vedením velitele lodi Gennadije Padalky.
Na Zemi se vrátil v Sojuzu TMA-18M dne 2. března 2016 společně s Michailem Kornijenko a Scottem Kelly. Volkovův třetí let trval 181 dní, 23 hodin a 48 minut, Kornijenko a Kelly strávili ve vesmíru 340 dní, 8 hodin a 43 minut.
Od konce roku 2015 byl poslancem tambovské oblastní dumy za stranu Jednotné Rusko.
K 28. únoru 2017 odešel z oddílu kosmonautů a ke konci března i ze Střediska přípravy kosmonautů.
Sergej Volkov je ženatý, má dvě děti.

## Hodnosti
- 21. října 1995 – poručík
- 2. října 1996 – nadporučík
- 29. října 1996 – kapitán
- ? – major
- 16. prosince 2004 – podplukovník
- říjen 2009 – plukovník
- od 2012 v záloze

## Vyznamenání
- Hrdina Ruské federace (5. února 2009),[1]
- Letec-kosmonaut Ruské federace (5. února 2009),[1]
- Řád Za zásluhy o vlast IV. třídy (2. února 2013),[1]
- Řád Dostyk II. třídy (3. prosince 2015; kazašský, Řád Družby),[1]
- Řád Za zásluhy o vlast III. třídy (2017).[1]